# David García Haro
David García es un futbolista español nacido en Valencia el 3 de febrero de 1980. Su posición es la de defensa y su primer equipo fue el FC Barcelona B. En su etapa en el Nástic, el equipo quedó subcampeón de liga en Segunda División en la temporada 2005/06 y consiguió debutar en Primera División la temporada siguiente. Actualmente juega en el Tarrasa Fútbol Club.Internacional sub-15-16-17 con la Federación Valencia de Fútbol. Internacional con España sub-15-16 y 18 (jugando el Europeo disputado en Suecia. Donde anotó un gol contra Italia).

## Clubes
| Club                                         | País   | Año       |
| -------------------------------------------- | ------ | --------- |
| FC Barcelona Jueveni A ( Division de honor ) | España | 1997-1998 |
| Selección española sub-18                    | España | 1997-1998 |
| FC Barcelona C                               | España | 1998-1999 |
| FC Barcelona B                               | España | 2000-2004 |
| Gimnàstic de Tarragona                       | España | 2004-2008 |
| Cádiz CF                                     | España | 2008-2009 |
| Atlético Baleares                            | España | 2009-2010 |
| Terrassa Fútbol Club                         | España | 2010-2011 |
| Vilassar de Mar                              | España | 2011-2012 |
|                                              |        |           |